# Tschiertschen-Praden

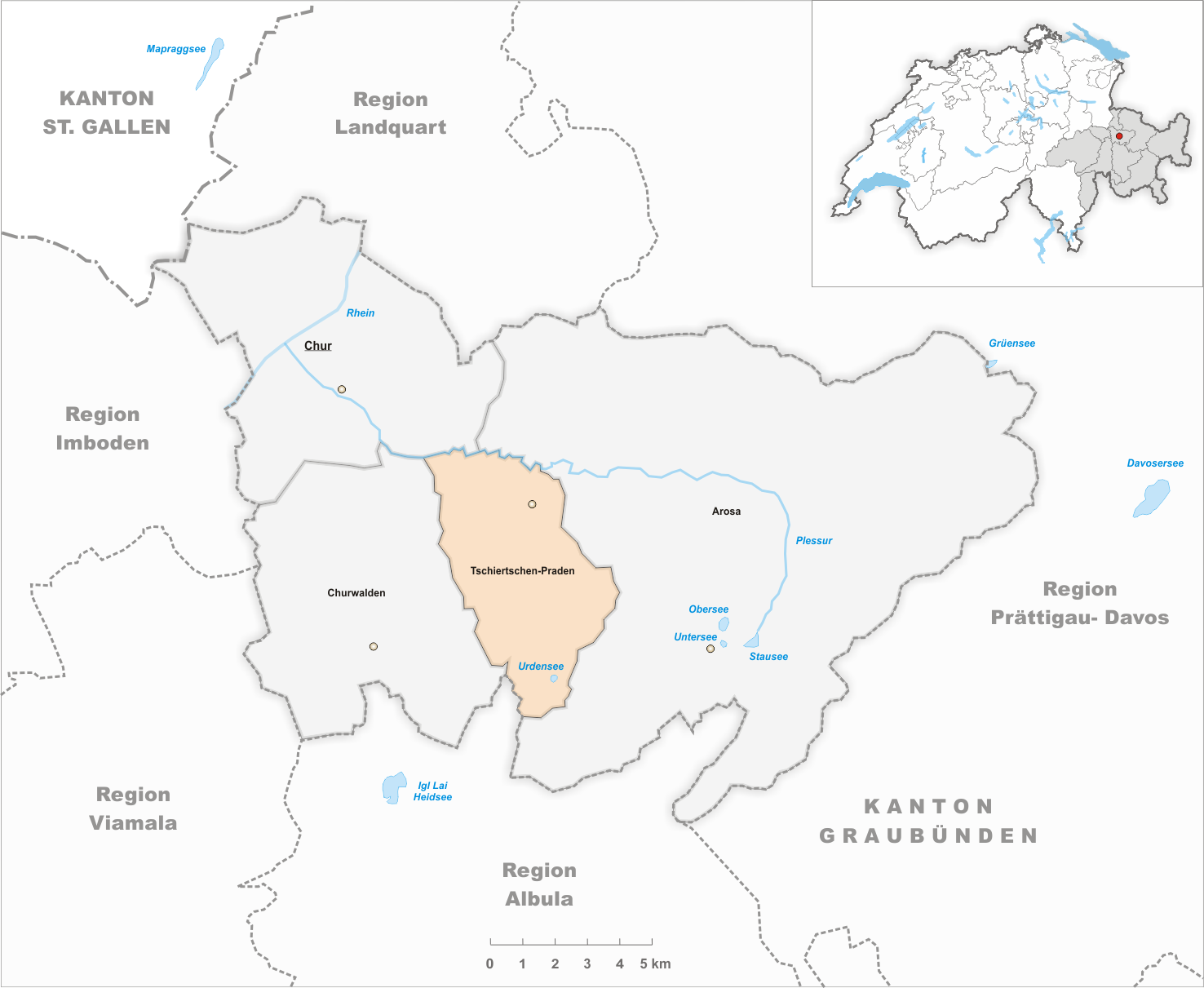
Gemeindestand vor der Fusion am 1. Januar 2025

Praden und Parpaner Weisshorn im Hintergrund, historisches Luftbild von Werner Friedli (1955)

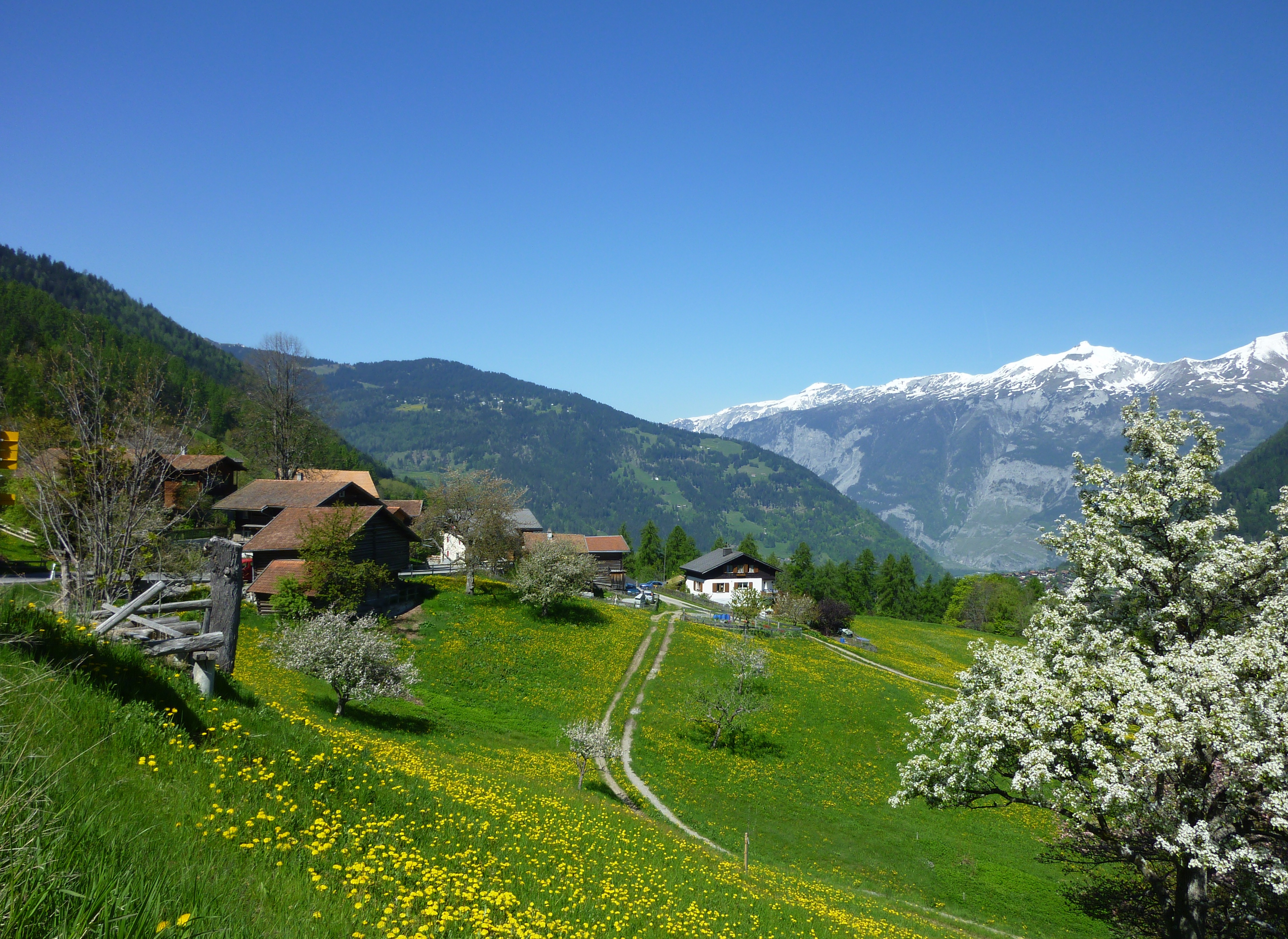
Praden

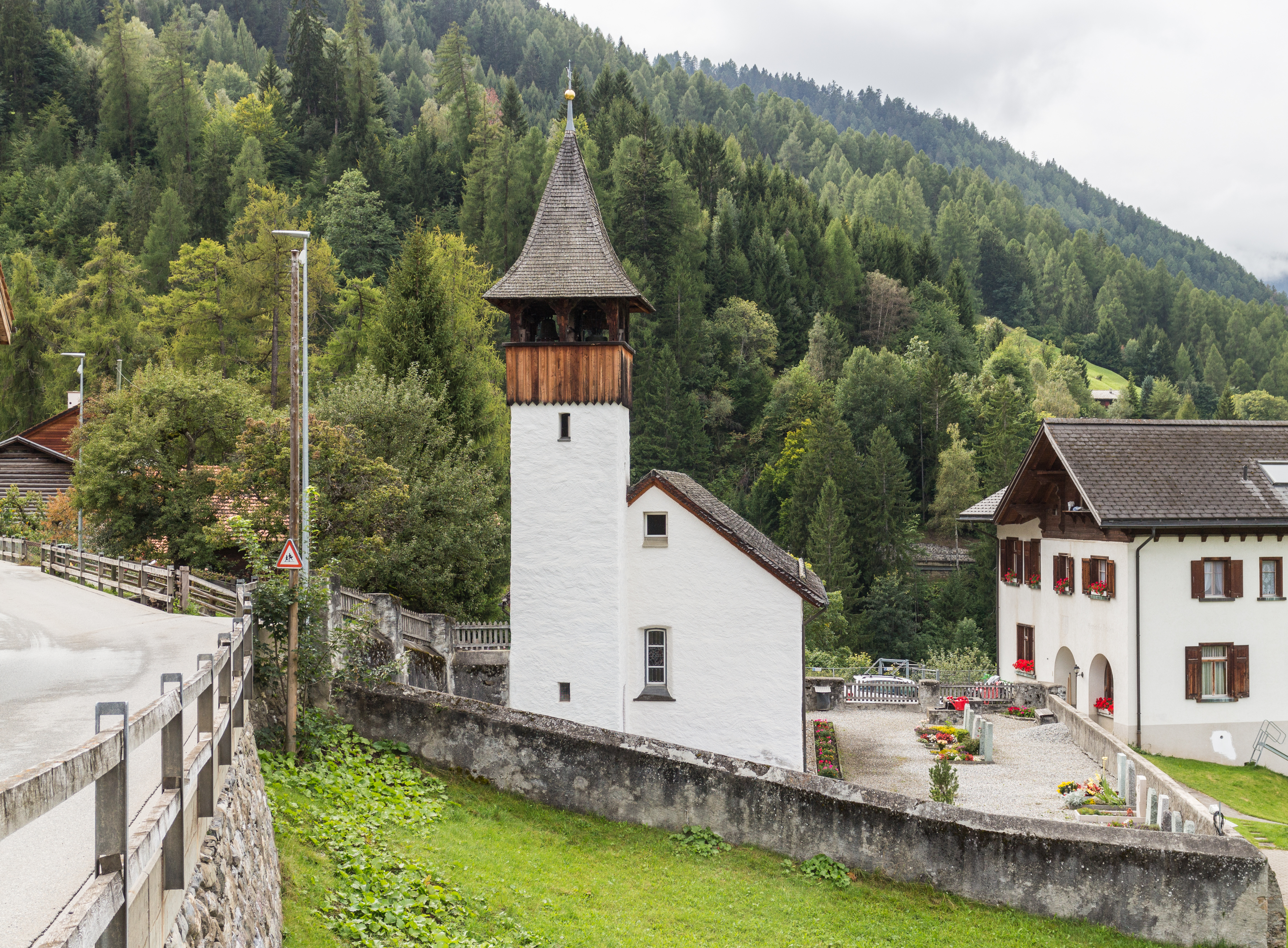
Kirche in Praden

Tschiertschen-Praden war eine politische Gemeinde in der Region Plessur des Schweizer Kantons Graubünden. Sie wurde per 1. Januar 2009 aus den vormaligen Gemeinden Tschiertschen und Praden gebildet. Am 1. Januar 2025 fusionierte sie mit Chur.

## Geographie
Tschiertschen-Praden liegt auf der linken, südlichen Talseite des Schanfiggs, 7 km (Luftlinie) südöstlich von Chur.
Nachbargemeinden waren Arosa, Churwalden, Chur und Vaz/Obervaz.

## Geschichte
Ursprünglich war das bereits im 8. Jahrhundert als Cercene erwähnte Tschiertschen von Romanen besiedelt, woran heute noch viele Flurnamen erinnern. Der seit 1222 belegte Grundbesitz des Klosters Churwalden begründete die Zugehörigkeit zur Herrschaft Strassberg, später zum Gericht Churwalden des Zehngerichtenbundes. Um 1530 schloss sich Tschiertschen der Reformation an; Ende des 16. Jahrhunderts ging man von der romanischen zur deutschen Sprache über.
Das 1157 als Pradis (Name von lateinisch pratum «Wiese») erwähnte Praden wurde um 1300 von Walsern aus Langwies dauerhaft besiedelt. Folgerichtig gehörte Praden in den Drei Bünden als Nachbarschaft zum Gericht Langwies des Zehngerichtenbundes und kam erst 1851 zum Kreis Churwalden, als die heutigen Kreise geschaffen wurden.

## Wappen
| Wappen von Tschiertschen-Praden | Blasonierung: «In blau ein goldener (gelber) Pfahl belegt mit einem blauen Stern und begleitet vorne von einer goldenen Keule, hinten von einer goldenen Ähre.» |
| Wappen von Tschiertschen-Praden | Das Wappen der ehemaligen Gemeinde ist eine Kombination der beiden ehemaligen Gemeindewappen: Aus dem Wappen von Tschiertschen stammen der Pfahl mit dem aufgelegten Stern und die Ähre, aus dem Wappen von Praden, das ebenfalls einen Stern enthielt, stammt die Keule. Die Farben sind jene des Zehngerichtenbundes. |

## Bevölkerung
Tschiertschen zählt rund 220 Einwohner mehrheitlich reformierter Konfession.
| Bevölkerungsentwicklung | Bevölkerungsentwicklung | Bevölkerungsentwicklung | Bevölkerungsentwicklung | Bevölkerungsentwicklung | Bevölkerungsentwicklung | Bevölkerungsentwicklung |
| ----------------------- | ----------------------- | ----------------------- | ----------------------- | ----------------------- | ----------------------- | ----------------------- |
| Jahr                    | 1850                    | 1900                    | 1950                    | 2000                    | 2005                    | 2020                    |
| Einwohnerzahl           | 124                     | 139                     | 174                     | 225                     | 219                     | 300                     |

Von den 113 Bewohnern Pradens waren 106 Schweizer Staatsangehörige (Stand: Ende 2004).
| Bevölkerungsentwicklung | Bevölkerungsentwicklung | Bevölkerungsentwicklung | Bevölkerungsentwicklung | Bevölkerungsentwicklung | Bevölkerungsentwicklung | Bevölkerungsentwicklung |
| ----------------------- | ----------------------- | ----------------------- | ----------------------- | ----------------------- | ----------------------- | ----------------------- |
| Jahr                    | 1850                    | 1900                    | 1950                    | 1980                    | 2000                    | 2005                    |
| Einwohnerzahl           | 144                     | 131                     | 98                      | 51                      | 101                     | 114                     |

## Wirtschaft
Im Dorf Tschiertschen gibt es eine Primarschule, ein evangelisches Pfarramt, das Büro der Fremdenverkehrsorganisation Schanfigg-Tourismus, vier Hotels und eine Mehrzweckhalle.
Der Grossteil der Bevölkerung lebt direkt oder indirekt vom Tourismus, hauptsächlich in der Wintersaison.
Praden hat am Tourismusgeschäft der Umgebung (Tschiertschen, Lenzerheide, Arosa) kaum Anteil und bietet rund 20 Arbeitsplätze.

### Verkehr
Zwischen 1888 und 1890 wurde das Alpsträsschen Tschiertschen-Ochsenalp-Prätsch-Carmennahütte gebaut und 1893/94 die Tschiertscherstrasse von Chur über Passugg und Praden nach Tschiertschen. Tschiertschen und Praden sind mit der Postautolinie Chur–Tschiertschen ans Netz des öffentlichen Verkehrs angeschlossen.

### Skigebiet
Hauptartikel: Skigebiet Tschiertschen
Das Skigebiet Tschiertschen bietet im Winter 25 Pistenkilometer, der höchste Punkt des Skigebiets ist der 2441 m hohe Gürgaletsch, der etwas mehr als 1000 Höhenmeter über der Talstation im Dorf liegt. Zwei 2001 eröffnete Vierersesselbahnen von Leitner (Waldstafel und Hüenerchöpf) und zwei Skilifte aus dem Jahr 1978 von Von Roll (Gürgaletsch und Jochalp) erschließen die Pisten, an der Sesselbahn Waldstafel befindet sich außerdem eine 3 Kilometer lange Schlittelbahn.
Die 2013/14 realisierte Skigebietsverbindung Arosa–Lenzerheide wurde vor Ort kontrovers diskutiert. Von den Gegnern wurden gravierende Eingriffe in die Landschaft des Farur- und Urdentals befürchtet. Die Befürworter unterstrichen demgegenüber die erheblichen touristischen Vorteile für die gesamte Region, von der auch Tschiertschen bei einem allfälligen künftigen Anschluss an diese neue Skiarena in bedeutender Weise hätte profitieren können. Seit 2019 ist erneut eine Anbindung an Arosa in Form einer Pendelbahn von Tschiertschen auf das Weisshorn mit einer Rückführpiste durch das Urdental in der Diskussion. Bei einer Bevölkerungsumfrage im August 2019 wurde von 89 % der Befragten eine Machbarkeitsstudie für das Pendelbahnprojekt gewünscht.

## Sehenswürdigkeiten
Holzhäuser in der walserischen Bautradition prägen den kompakten Dorfkern von Tschiertschen. Typisch sind die an nahezu sämtlichen älteren Häusern unter dem jeweiligen Dachgiebel kunstvoll aufgemalten Haussprüche, die fast alle der Bibel entnommen sind. Die reformierte Kirche ist ein gotischer Bau des 15. Jahrhunderts.

## Persönlichkeiten
- Peter Zinsli (1934–2011), Komponist, Kapellmeister und Schwyzerörgelispieler